# Hammel Gymnastik Forening
Hammel Gymnastik Forening er en dansk idrætsforening fra Hammel i Favrskov Kommune. Den blev etableret den 11. maj 1918, og har hjemsted ved Hammel Idrætscenter.
I 2023 vandt Hammel GF prisen som Årets Idrætsforening i Danmark. På det tidspunkt var der 12 afdelinger i foreningen og omkring 5.400 medlemmer.